# Eva Zippel
Eva Zippel   (Stuttgart, 30 d'abril de 1925 - Stuttgart, 25 de maig de 2013) fou una escultora i dibuixant alemanya.

## Biografia

### Origen i família
Eva Zippel va néixer el 30 d'abril de 1925 a Stuttgart com a filla del mecànic Waldemar Zippel (1891-1965) i de la seva dona Emilie Zippel (nascuda Dohl, 1891–1965). El pare era un artesà i inventor que també estava interessat en l'art i la mare tenia talent pel dibuix.
La seva germana gran, Herta Poddine Zippel (1921–1986), va ser pintora i artista gràfic. Es va casar amb Salvatore Poddine (1936-1972), que era ballarí de la companyia de John Cranko i des del 1967 va ser director del teatre de Tübingen Tübinger Zimmertheater. Les dues germanes van publicar el llibre Nunu der kleine Elefant (Nunu el petit elefant) el 1958. La filla de Herta Poddine, Dorothee Zippel-Mariano, és pintora i escenògrafa i es va casar amb el músic de jazz Charlie Mariano (1923-2009).

### La vida a París (fins a 1939)
Un any després del naixement d'Eva, la seua família es traslladà a França, on Eva va viure fins als catorze anys. La família residí primer a L'Haÿ-les-Roses, a continuació a la veïna Bourg-la-Reine, dos petits pobles al sud de París. A París, el pare visitava museus i exposicions acompanyat per les seues filles. Estigué en contacte amb el marxant d'art Wilhelm Uhde, que l'aconsellava per decorar amb pintures l'apartament de la família. Eva assistí al Lycée Marie Curie a París, on es graduà en l'escola secundària.

### Escola i estudi a Stuttgart (fins a 1952)
Quan va esclatar la Segona Guerra Mundial el 1939, la família va tornar a Stuttgart, on Eva Zippel va completar la seva formació a Katharinenstift el 1943. Després va ser destinada al Servei del Treball del Reich, on va haver de servir fins al final de la guerra. Després de la guerra va treballar a Tübingen fins al 1946 com a intèrpret de Carlo Schmid, que va tenir un paper clau en la reobertura de la Universitat Eberhard Karls de Tübingen i després va iniciar els estudis d'escultura a l'Acadèmia d'Art de Stuttgart, acabada de constituir. Juntament amb Hans Dieter Bohnet, Bruno Knittel i Fritz Melis, va ser una de les set primeres estudiants de la classe de escultura d'Otto Baum que, juntament amb Willi Baumeister, va ser considerada "protagonista de l'art modern a l'Acadèmia de Stuttgart". Zippel es va beneficiar molt del contacte amb Baum, professionalment, i la seva influència es pot veure clarament en les seves obres. Zippel va finançar els seus estudis i la seva subsistència amb traduccions i models per a la indústria del plàstic.

### Vida laboral
Després de graduar-se, Eva Zippel va treballar com a escultora autònoma a Stuttgart des de 1952 fins a 1975. Durant aquest temps va crear més de 40 escultures, relleus i fonts per a clients públics i privats, així com nombroses obres i dibuixos escultòrics gratuïts. El 1975 va treballar al departament d'edificis de la ciutat de Stuttgart com a cap d'art i d'edificis i conservació de monuments i com a assessora de color per a nous edificis i reformes d'edificis. Va ocupar aquest lloc fins al 1985 i després va tornar a l'escultura autònoma. A més, va treballar com a assessora en art en construcció i disseny de colors.
A més de la seva obra artística, Eva Zippel també va estar activa com a escriptora. A més d'aforismes, va escriure històries anecdòtiques i una biografia del seu pare que es troba en el volum Geschriebenes. Nachtgedanken, Erzählungen, Literarische Skizzen (Pensaments nocturns, històries, esbossos literaris).
El curs 1988-1989 l'estat de Baden-Württemberg li va concedir una beca per estudiar a la Cité Internationale des Arts de París. El 1995 va ser guardonada amb el premi Elle Hoffmann per la seva trajectòria artística.
El 1954 havia obtingut un premi a Besigheim amb la seva escultura Tamed Force. Amb els 4.000 marcs alemanys del premi va subvencionar a l'associació d'artistes GEDOK la construcció del seu edifici i va poder traslladar-se a la tardor a un estudi de la casa GEDOK de nova construcció a Stuttgart a Hölderlinstrasse 17. Va ser-ne una de les primeres residents i va viure-hi fins a la seva mort.

Eva Zippel va morir el 25 de maig de 2013 a l'edat de 88 anys.

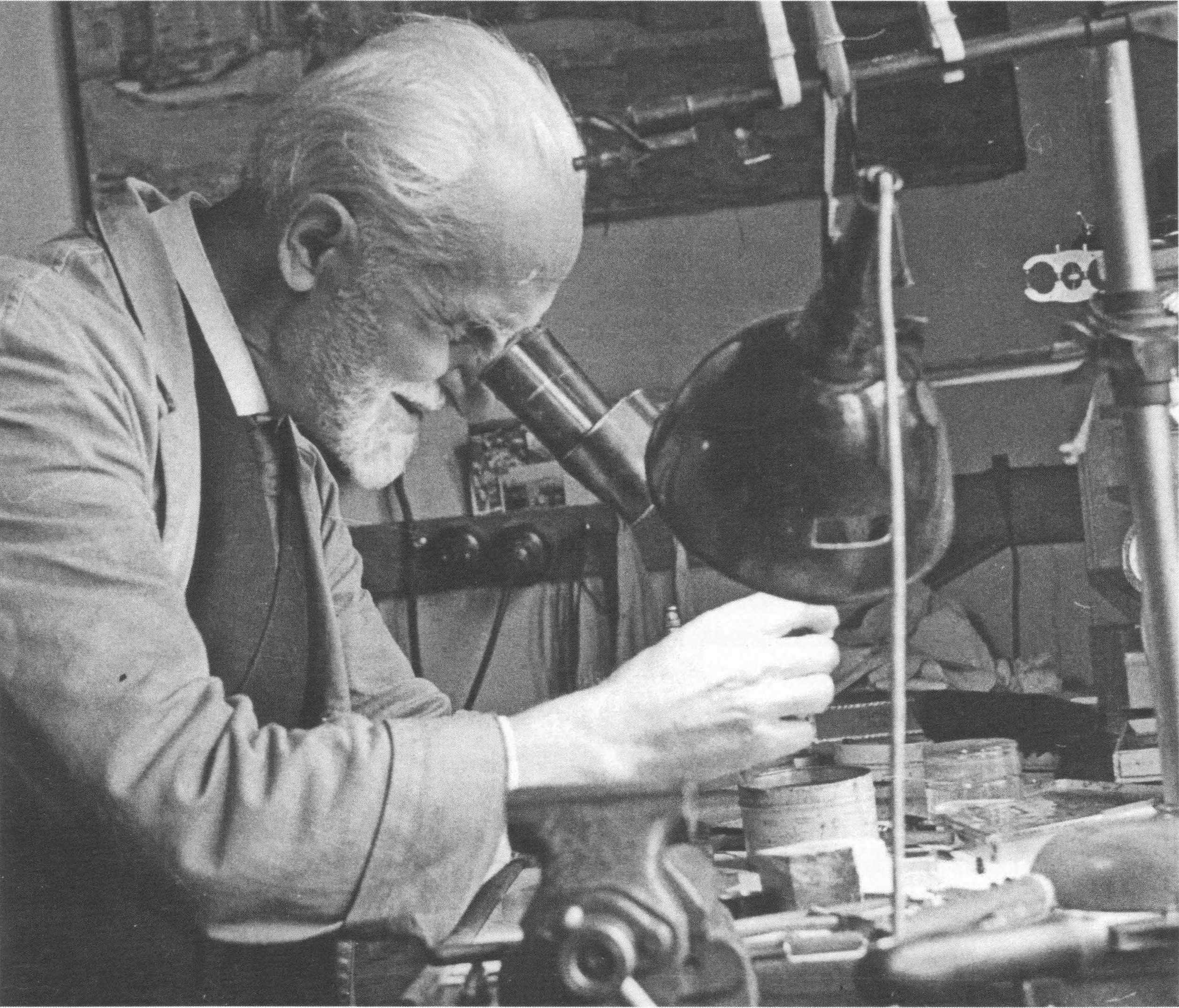
El seu pare, Waldemar Zippel, 1962.
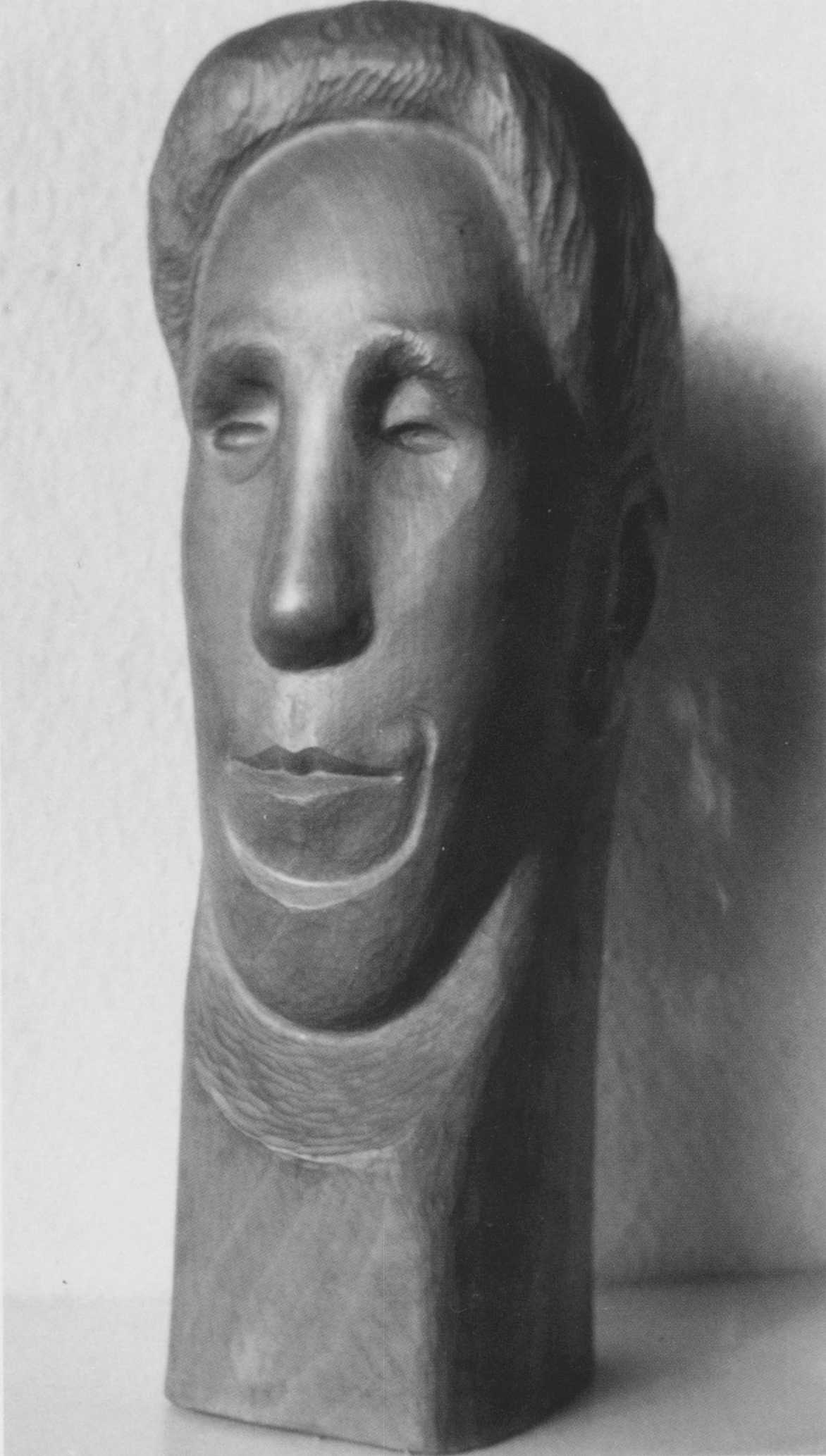
La seva mare Emilie Zippel, 1949.
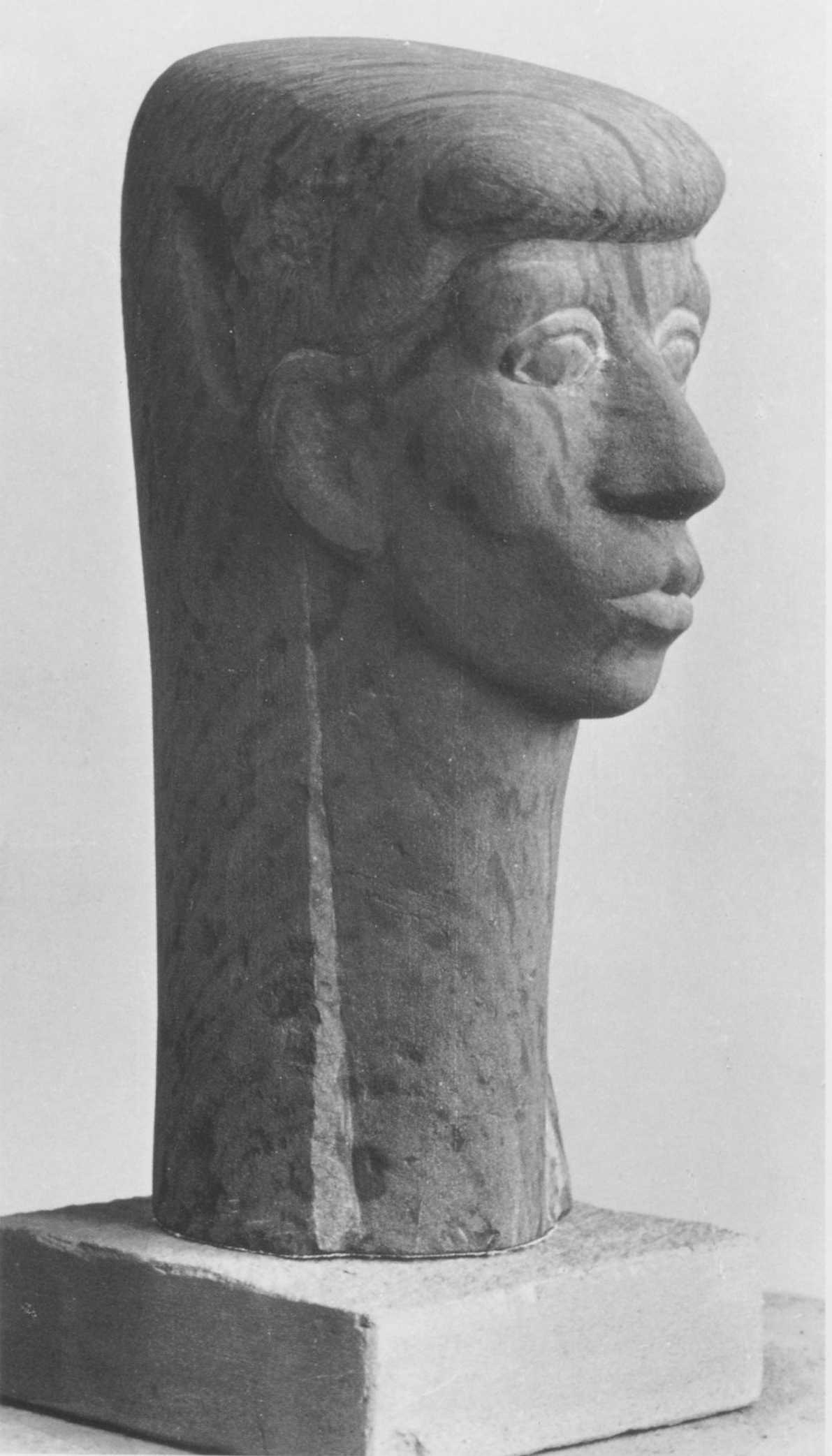
La seva germana Herta, 1949.
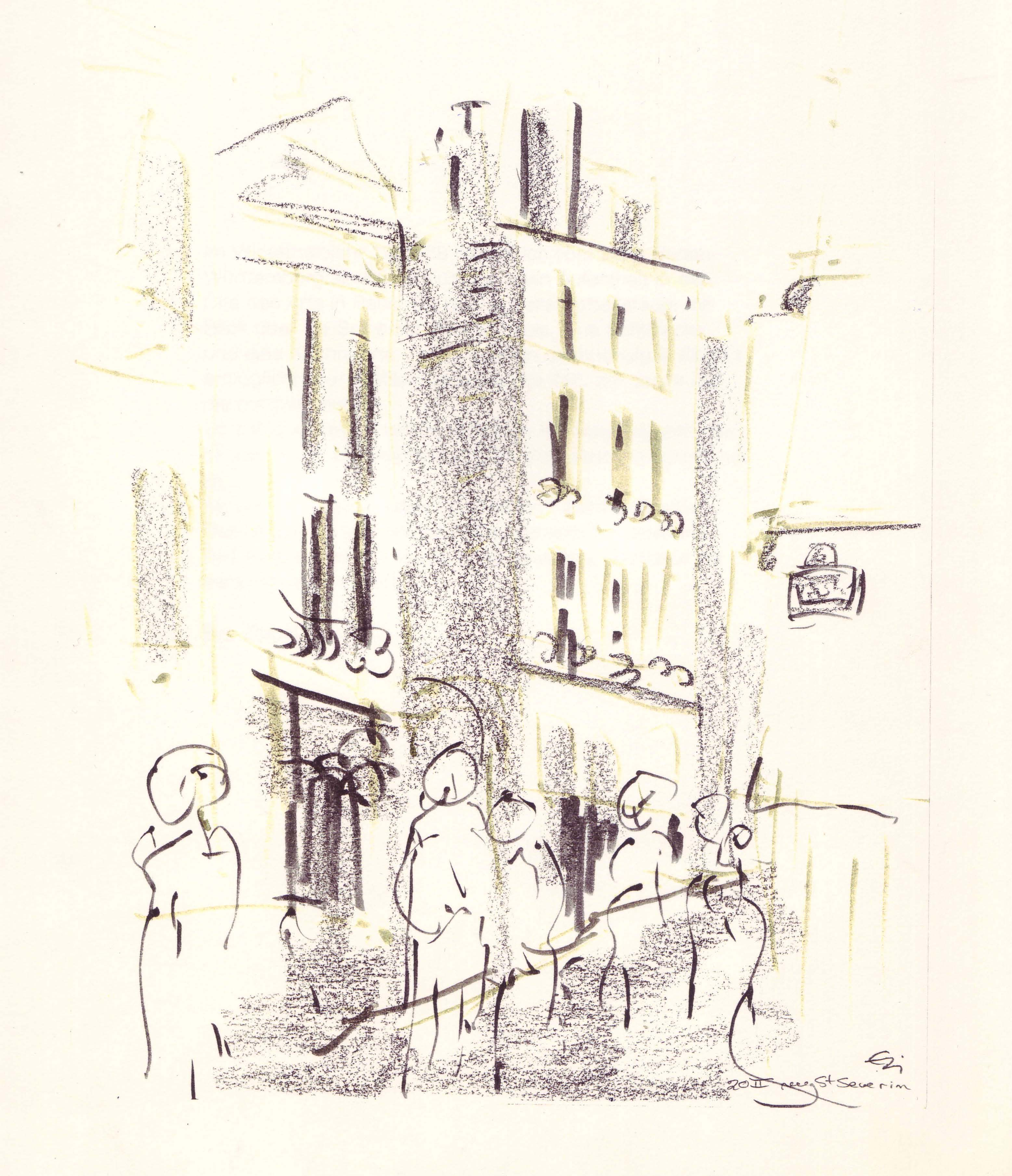
Esbossos de París amb motiu de la seva visita d'estudis a la Cité Internationale des Arts, 1989.

## Obra
Durant els seus estudis amb Otto Baum i més endavant, la influència del seu professor en l'obra de Zippel és evident: “No només en el llenguatge formal, també en els seus motius com Schäfer (Pastor) i Ruhendes Rind (Boví en repòs), així com en l'elecció dels materials, Eva Zippel es va basar en el seu professor".

### Espai públic
Entre 1952 i 1975 Zippel va dissenyar més de 40 obres, sovint relacionades amb l'arquitectura per a l'espai públic, cosa que li va proporcionar un mitjà de vida. Igual que alguns dels seus col·legues, Zippel va tenir dificultats per afirmar-se en aquest sector: els seus dissenys es van jutjar des del principi perquè es considerava que tenia millors oportunitats en competicions anònimes perquè no era reconeixible com a artista. Les obres de Zippel a l'espai públic es caracteritzaven pel seu "tret bàsic narratiu i harmònicament alegre" i, fins i tot éssent l'estil de Baum recognoscible, se li va donar una "interpretació femenina".
Obres públiques de Zippel:
- Escultura Gebändigte Kraft (Potència apassionada) a Besigheim, 1954.
- Font Neidhart-Brunnen als jardins balnearis de Bad Überkingen, 1959.
- Escultura Vater und Sohn (Pare i fill) a l'Escola Ameisenberg d'Stuttgart, 1961.[4]
- L'escultura Zueinander l'Arxiu Estatal d'Stuttgart, 1970.

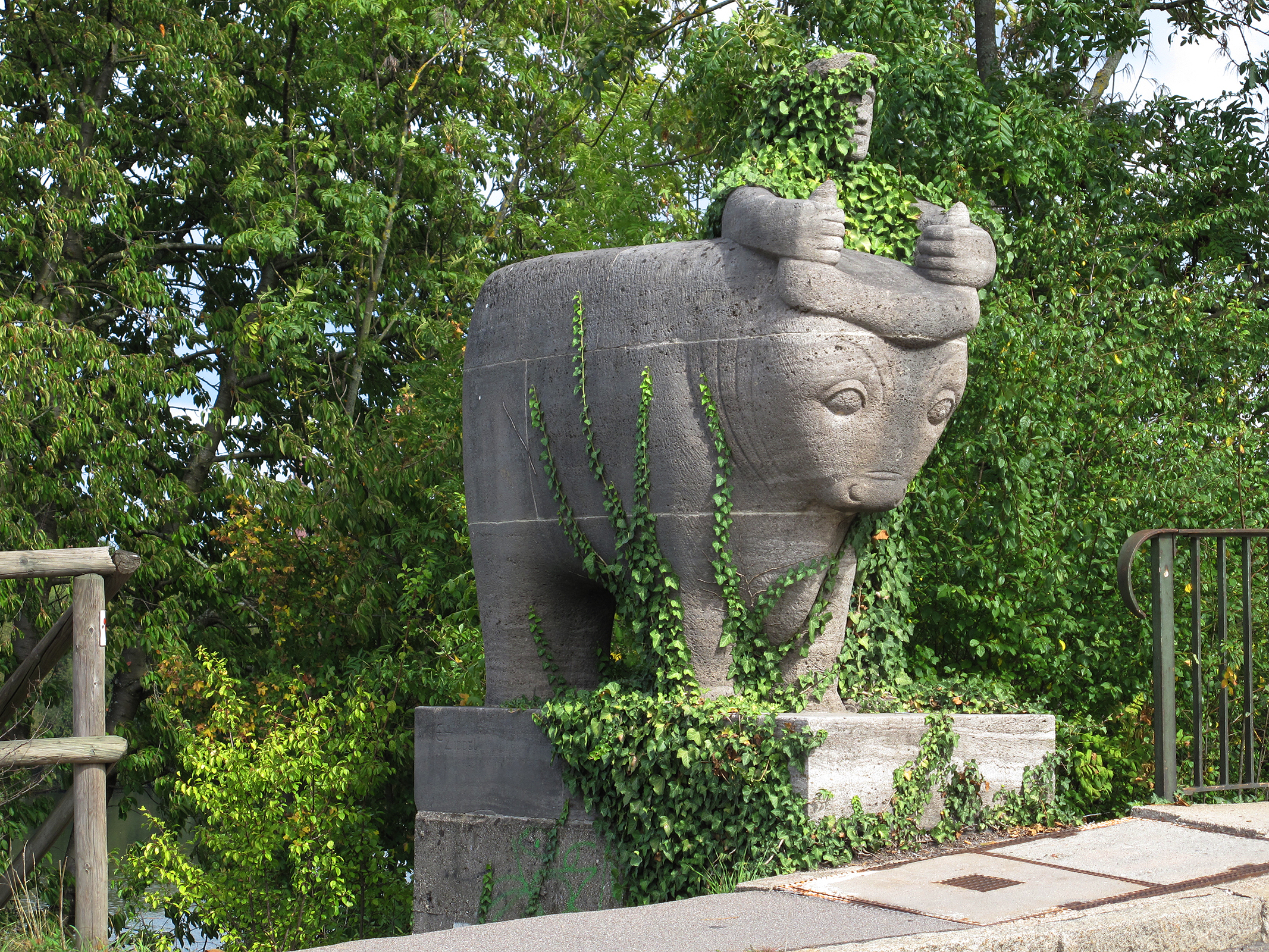
Gebändigte Kraft, 1954
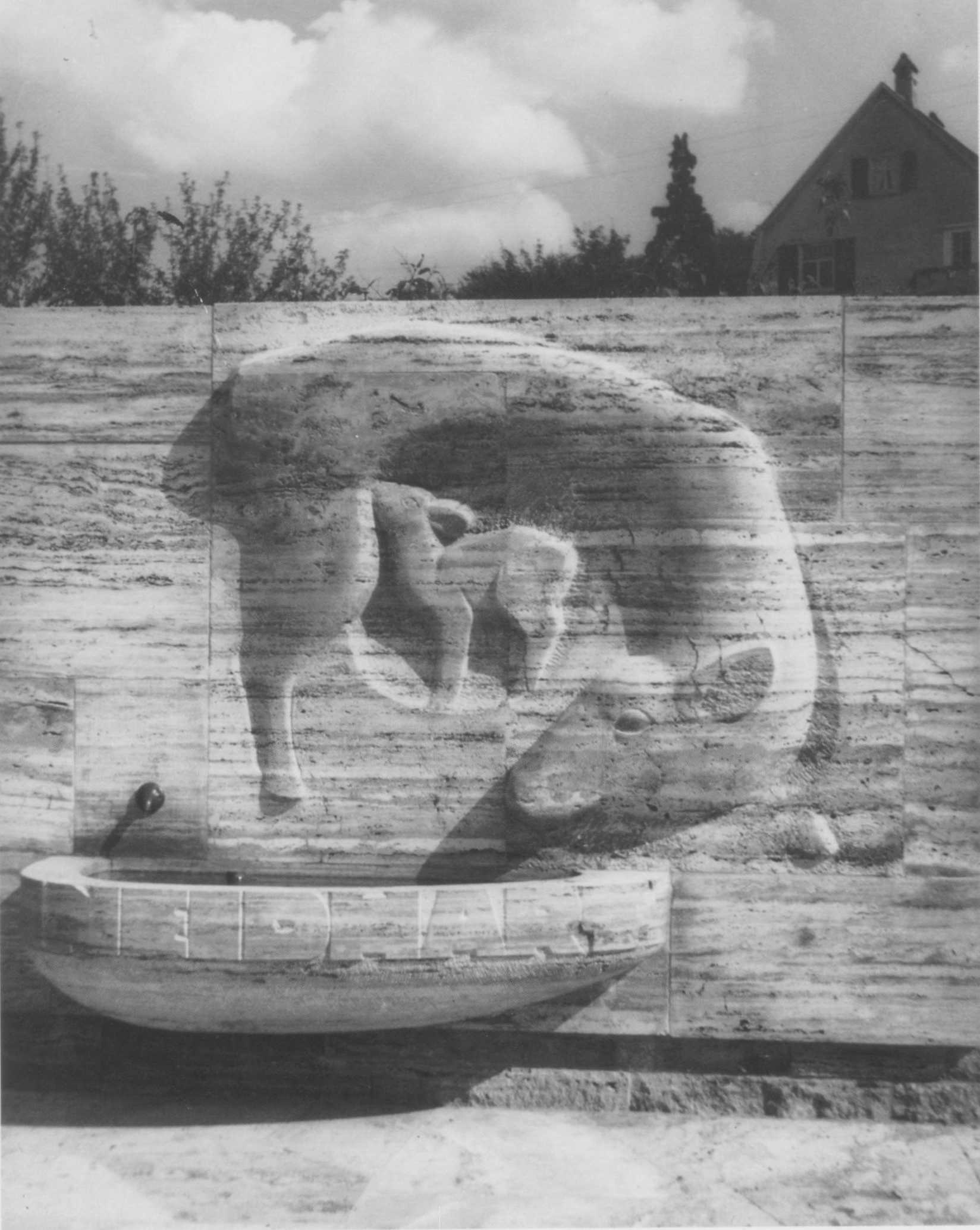
Neidhart-Brunnen, 1959
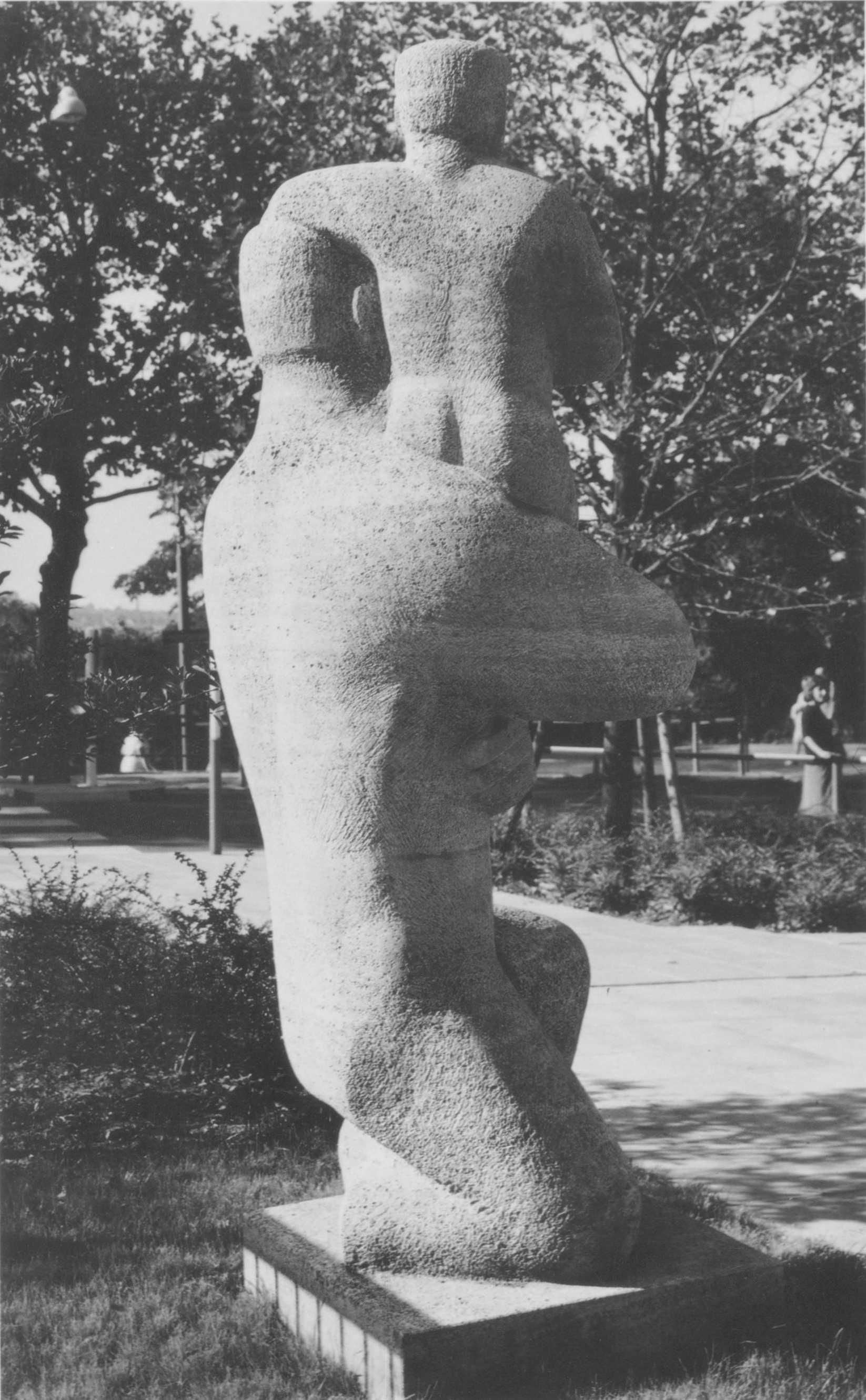
Vater und Sohn, 1961
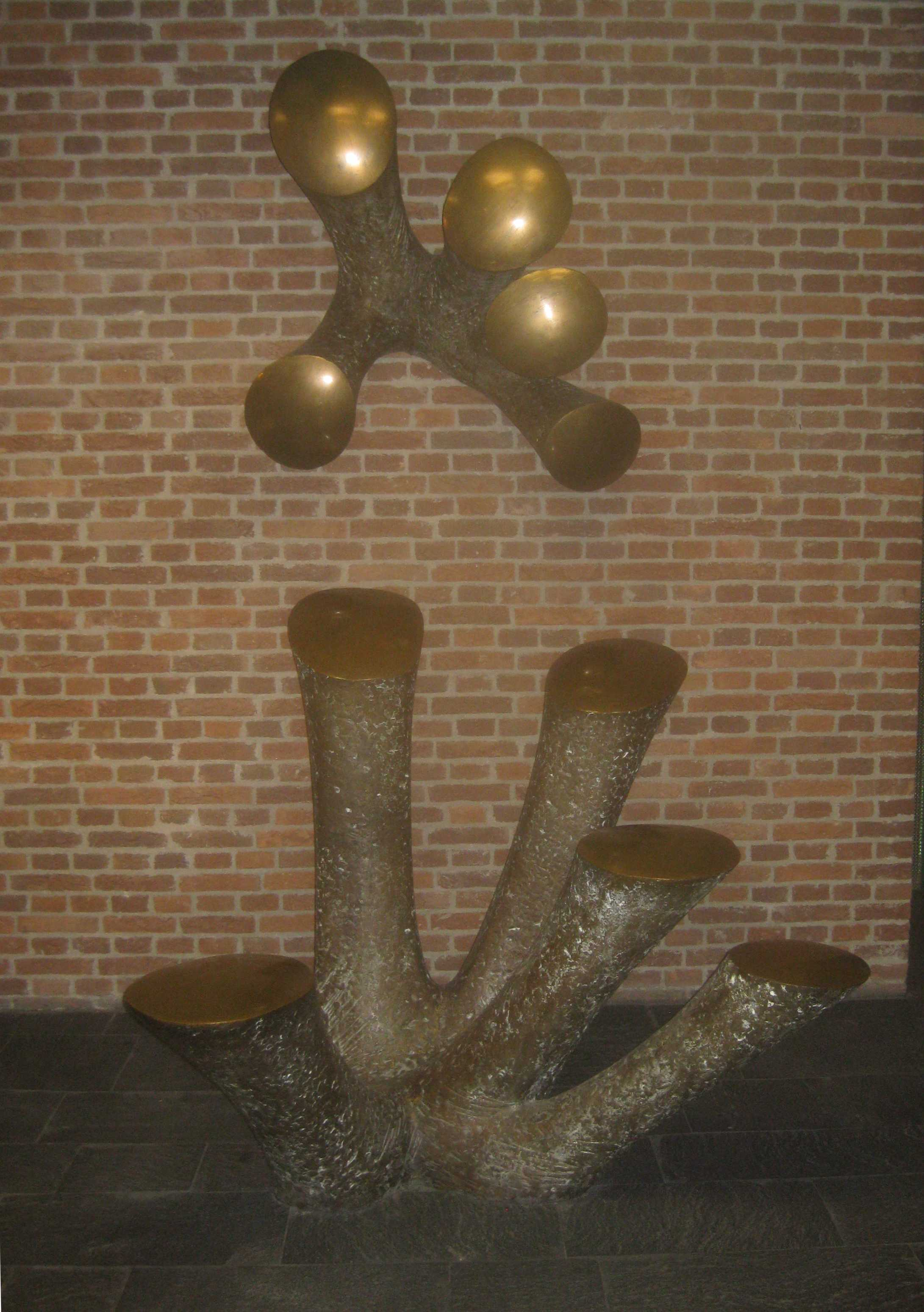
Zueinander, 1970

### Escultura
Les obres de Zippel fins a finals dels anys cinquanta eren figuratives, en forma de blocs, juguen amb formes còncaves i convexes i, en alguns casos, substituïen la conformació escultòrica per incisions, com per exemple Älteres Ehepaar (Parella de gent gran) i Cellist (Violoncel·lista), ambdues del 1956. A partir de la segona meitat de la dècada de 1960, Zippel va tendir a formular les seves escultures de forma abstracta, fins i tot si també tenien títols simbòlics, com en Gespräch (Conversa) de 1956, Keimling de 1969 i Liegender Torso (Tors estirat) de 1962. Del 1968 al 1973, Zippel va crear una sèrie de relleus i escultures en fusta i plom, que giren majoritàriament al voltant del principi de la dualitat: Zwei, Sie befühlen sich (Dues, sentiu) i Flugsamen (Llavors volant) del 1969 o Zwei im Quadrat (Dues a la plaça) del 1970.

Fins i tot durant els seus estudis a l'acadèmia d'art fins a la dècada de 1980, Zippel va crear repetidament retrats de gran expressivitat, la forma estilística dels quals canviava de cas en cas i reflectia expressament el caràcter del retratat, com en els retrats de Marcia Haydée i Anton Stankowski.

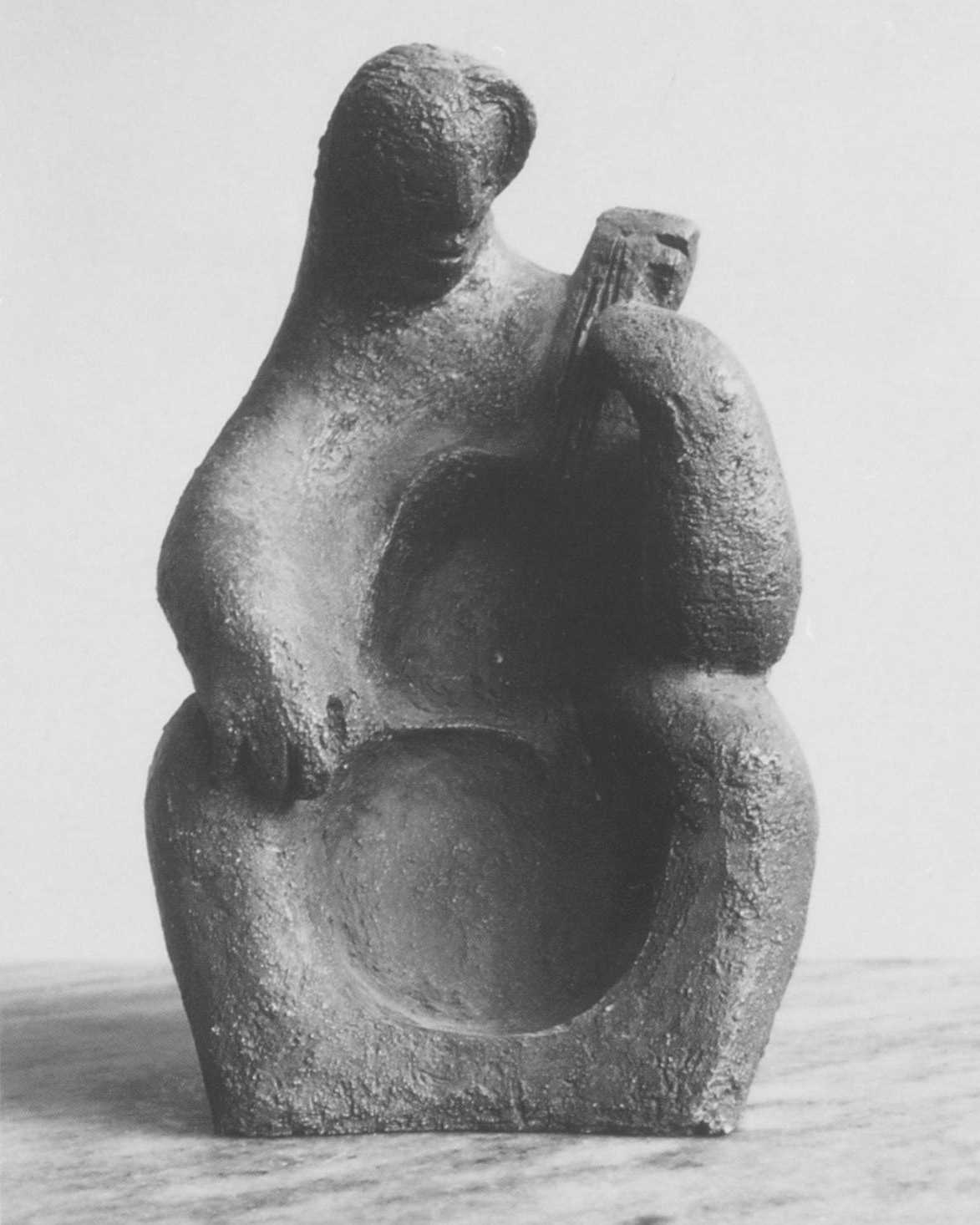
Cellist, 1956
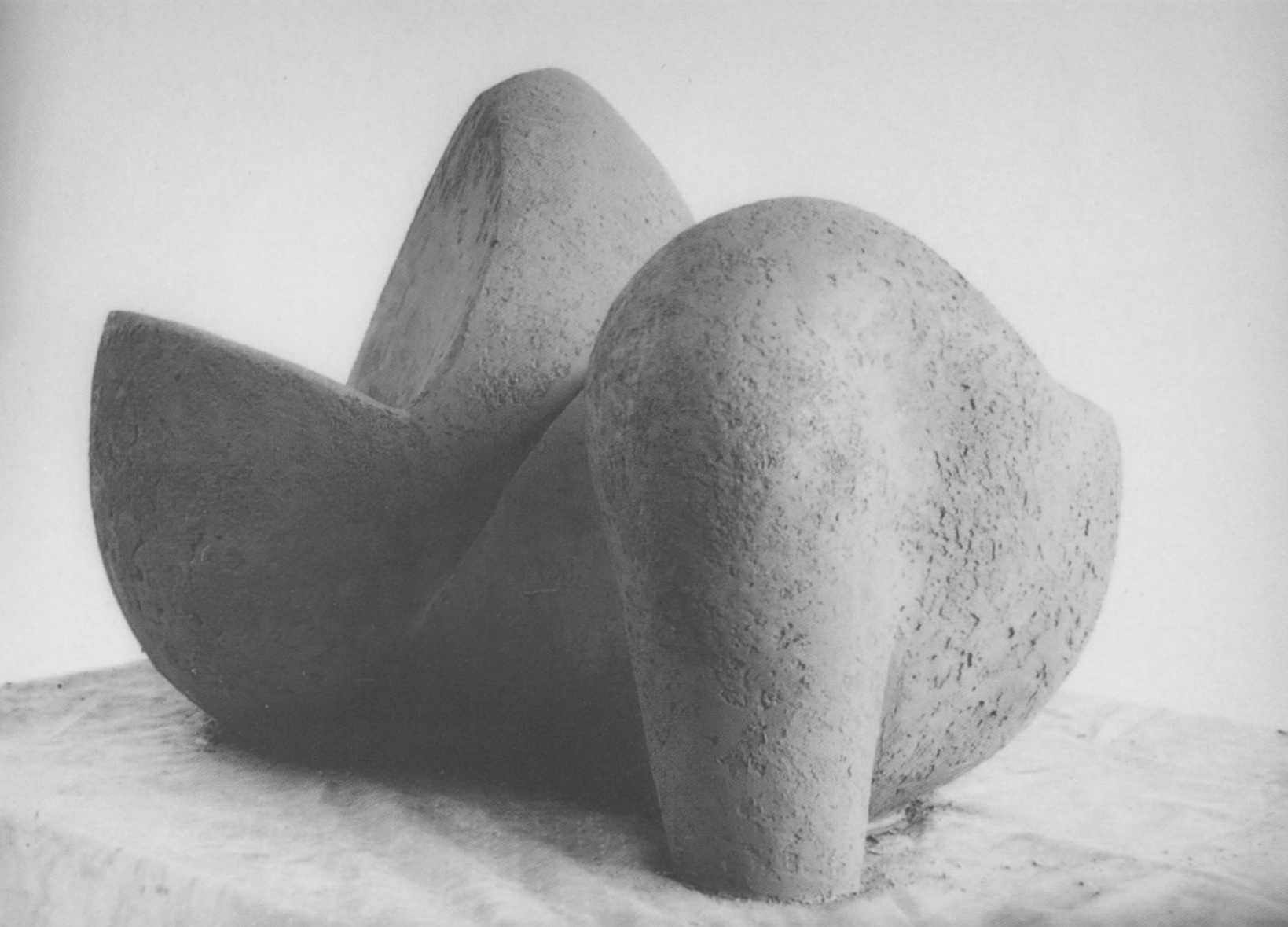
Liegender Torso, 1962
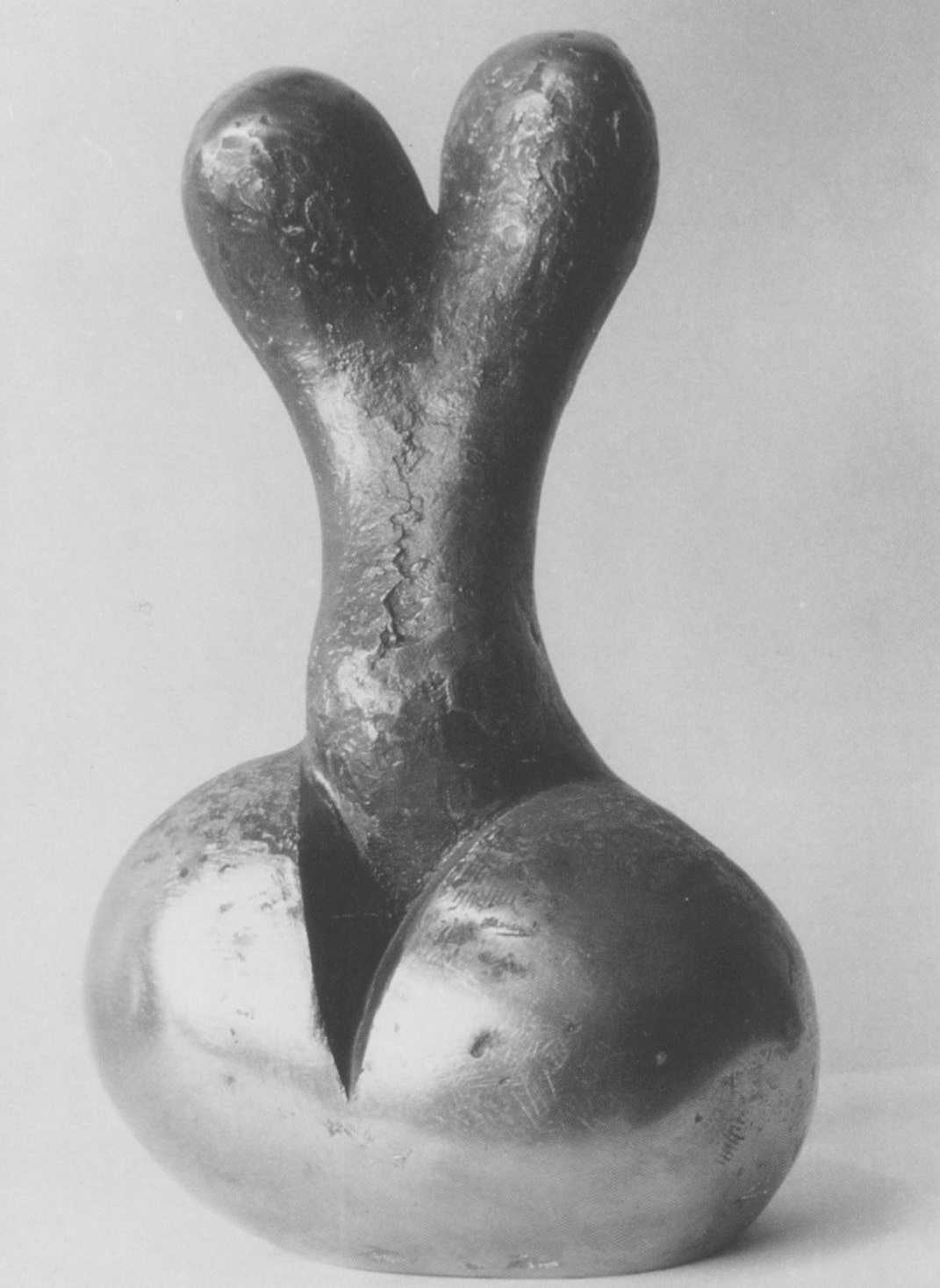
Keimling, 1969
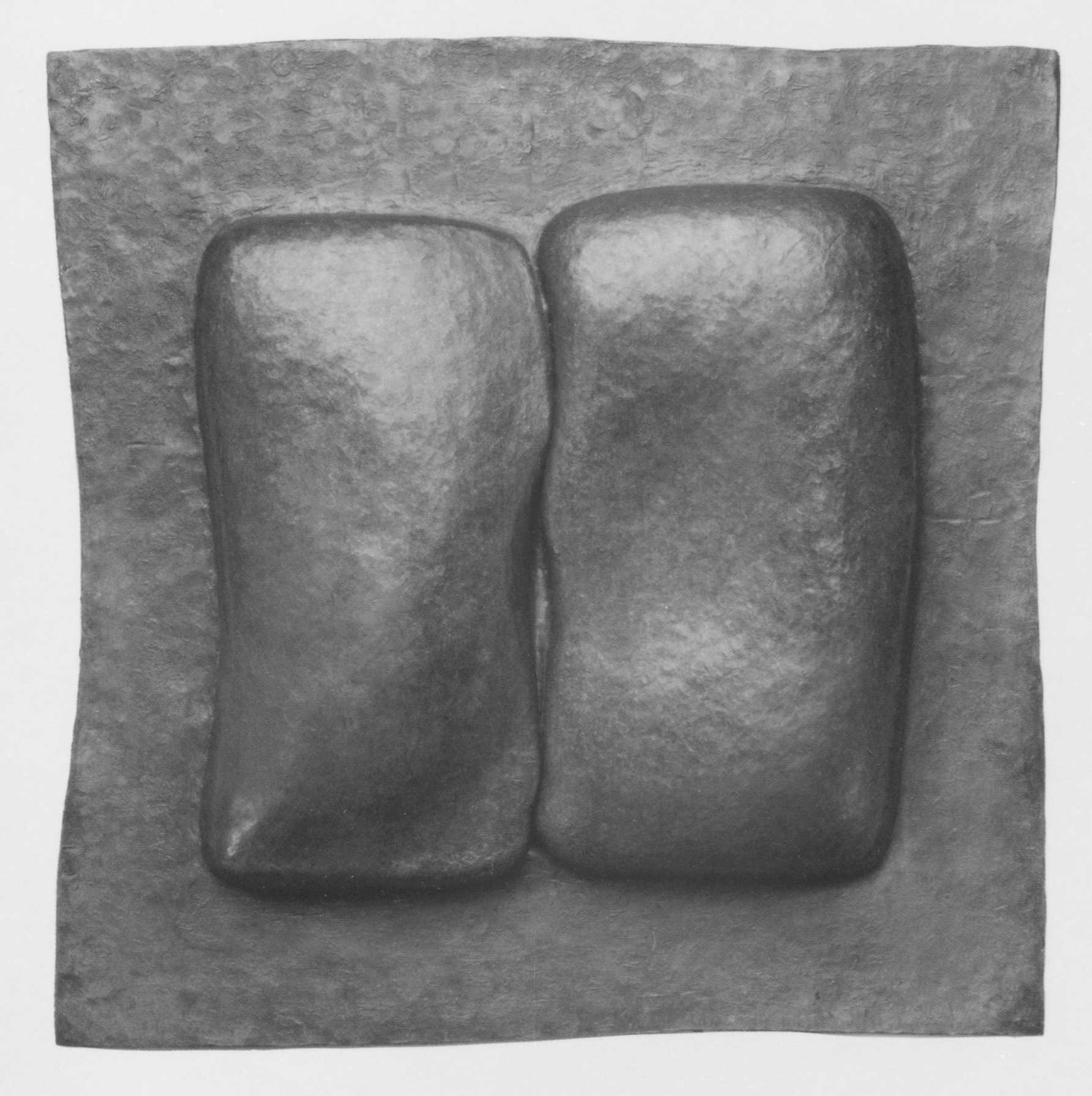
Zwei im Quadrat, 1970

A més de retrats totalment plàstics, es van crear relleus de retrats que, alternant entre aprofundir i ressaltar, aconsegueixen efectes gràfics de llum / foscor i emfatitzen les característiques de la gent com a “esbossos de plàstic”. Per fer-ho, Zippel va utilitzar esbossos a llapis que va fer durant les lectures a la Schriftstellerhaus d'Stuttgart "al silenci de la memòria de l'expressió, la postura, la veu, la mirada".

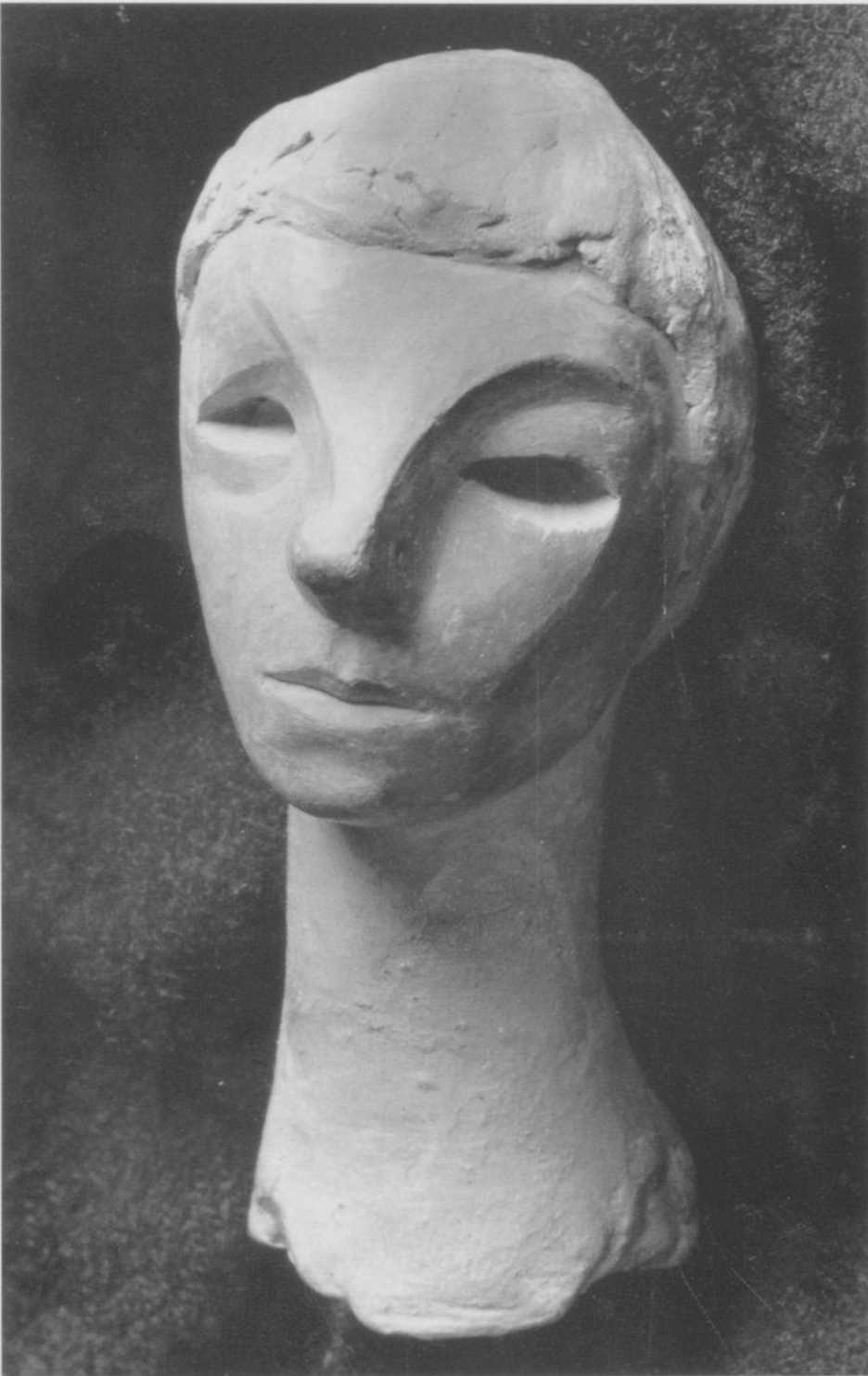
Selbst, 1947
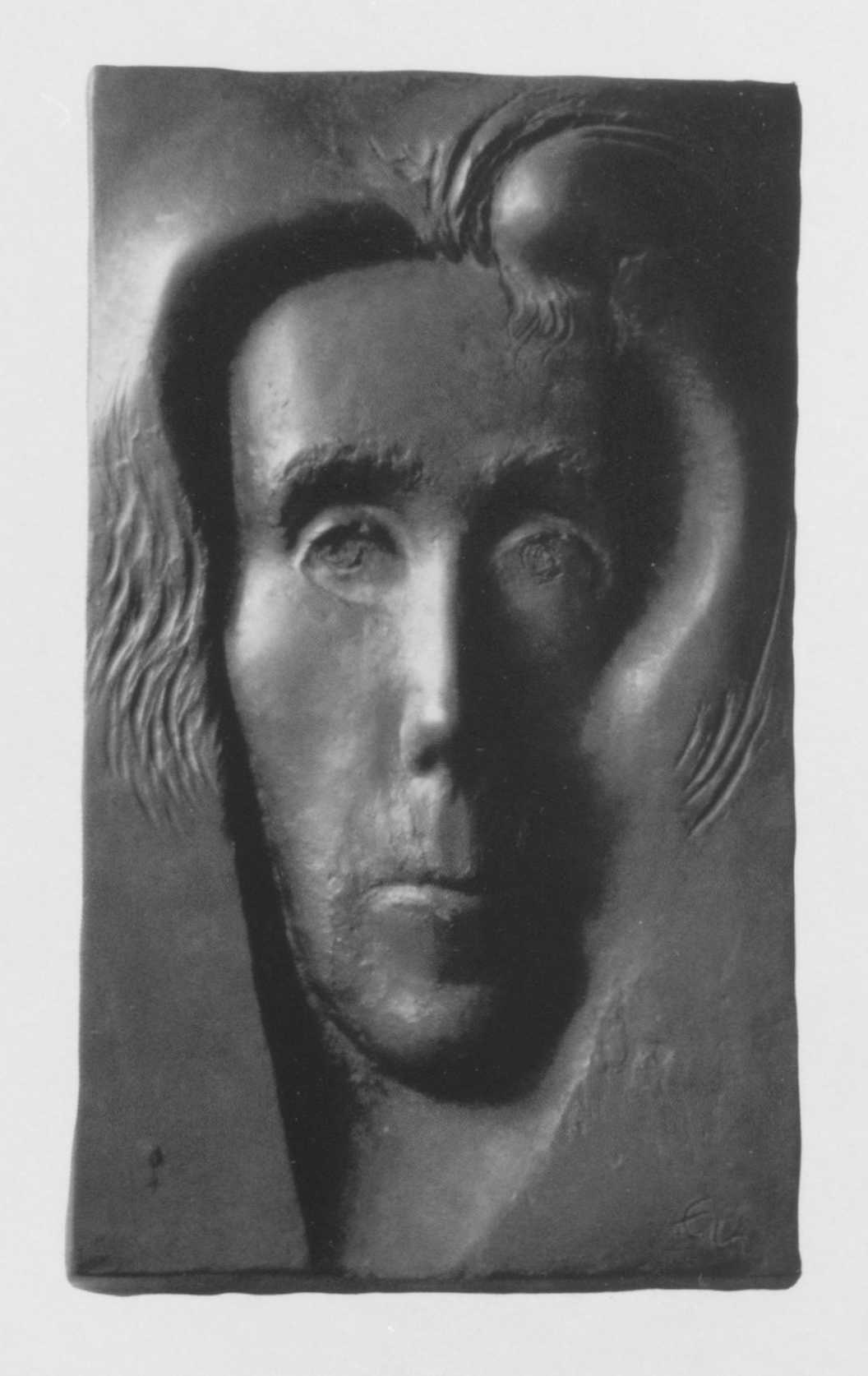
Retrat d'Elle Hoffmann, 1965
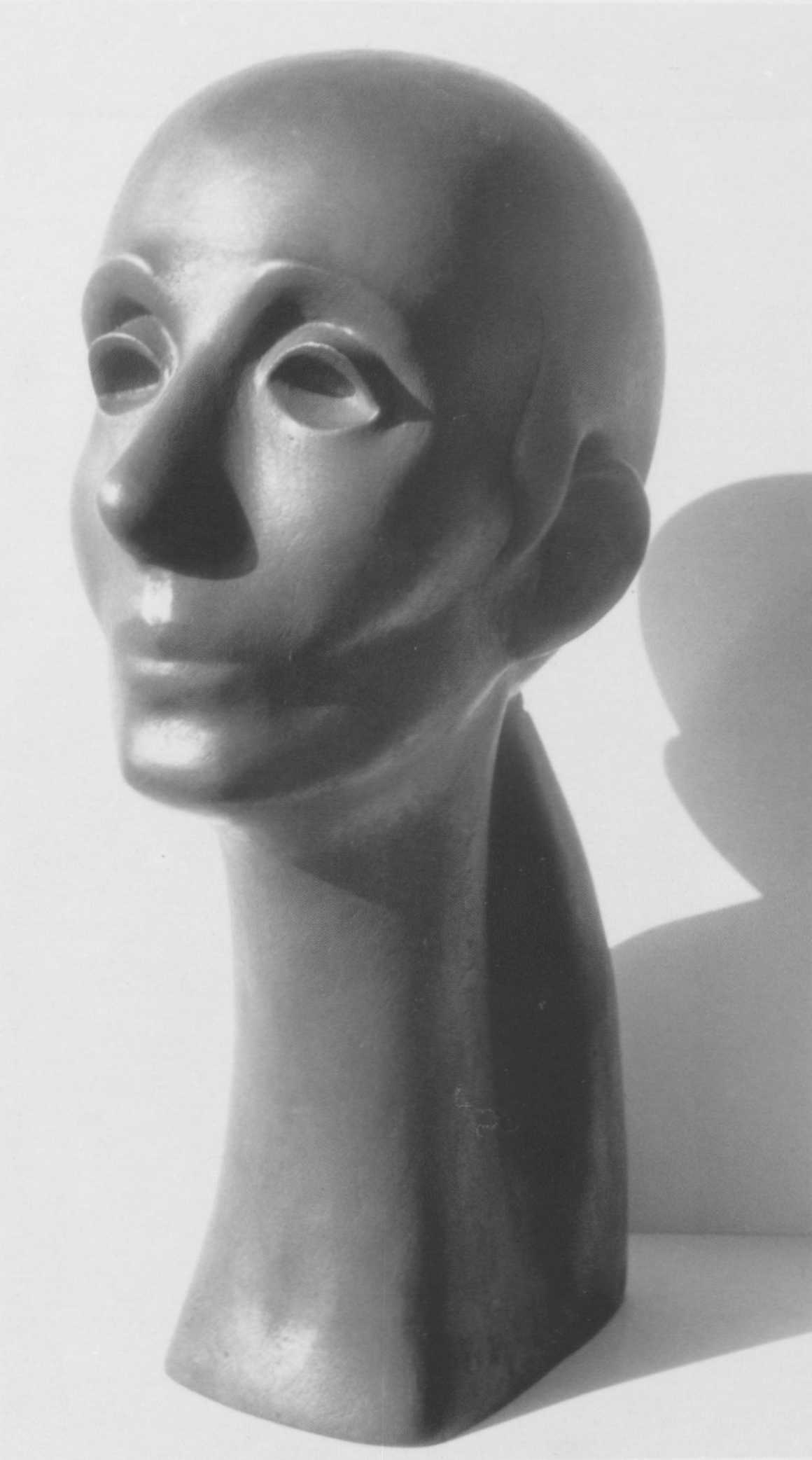
Retrat de Marcia Haydée, 1989
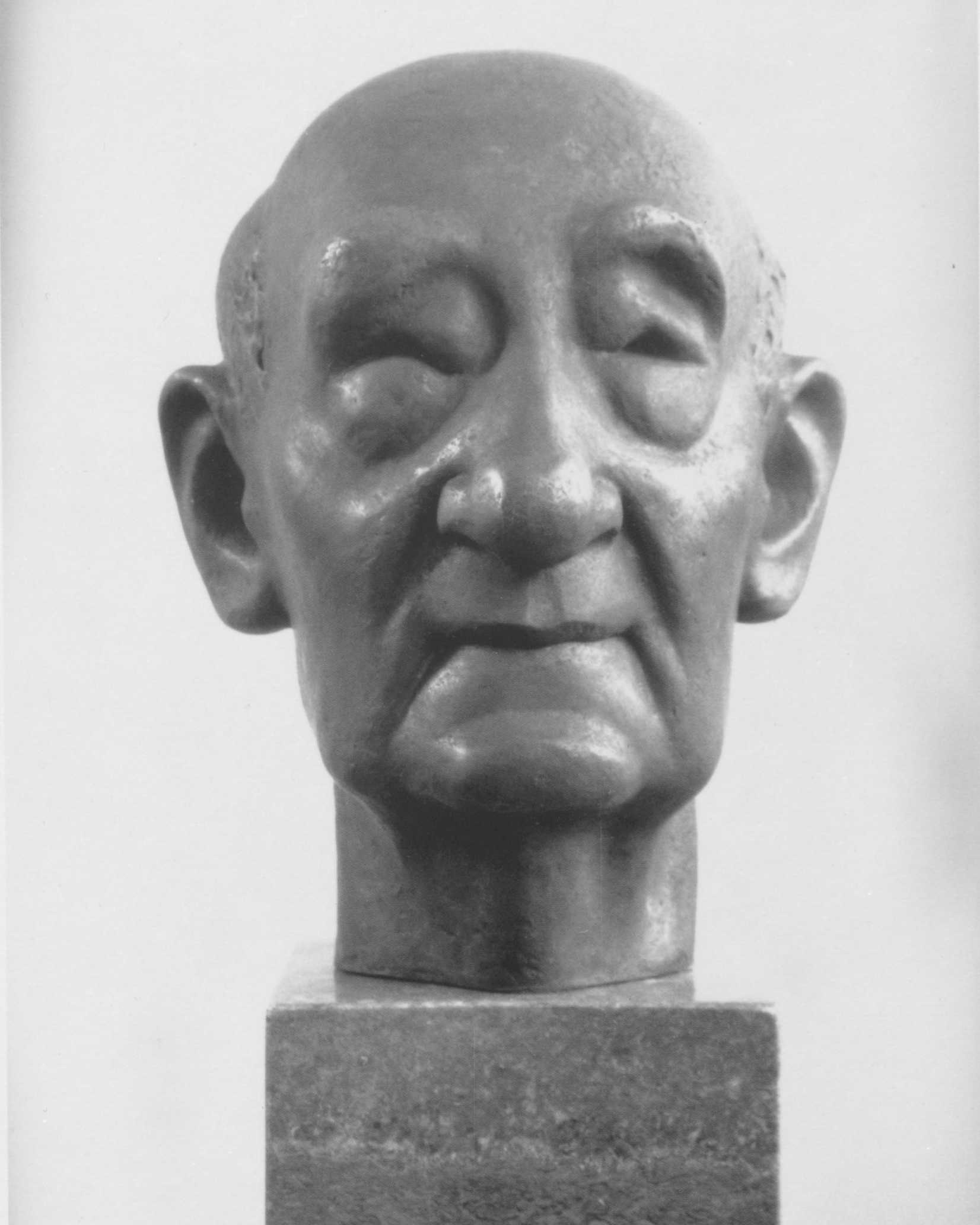
Retrat d'Anton Stankowski, 1989

### Dibuixos
El treball gràfic d'Eva Zippel publicat consisteix principalment en dibuixos de tinta fets amb rapidògraf, a part de les il·lustracions dels llibres Nunu der kleine Elefant. Ein Bilderbuch (1958) i Lesebuch der Tierkunde. Achtzehn Tiere (1982). Els dibuixos de tinta "no són dibuixos escultòrics en el sentit habitual amb línies i contorns forts", sinó que "no tenen contorns". "L'extrema finura de la ploma punxeguda gira tota la superfície amb una estructura de línia constant, però molt variable, en el sentit clar i fosc, un moviment de línia única i infinita forma contínuament totes les formes parcials i tots els nivells de llum". D'aquesta manera, Zippel captura interiors aparentment surrealistes en paisatges solitaris i deserts de paper i en la seva pròpia sèrie de treballs Körperlandschaften (Paisatges corporals), que mostren repetidament seccions canviants del cos femení. Hi ha imatges d'"alegre serenitat i sensualitat, en les quals la superfície encastada, la que no està parlada, té la paraula".

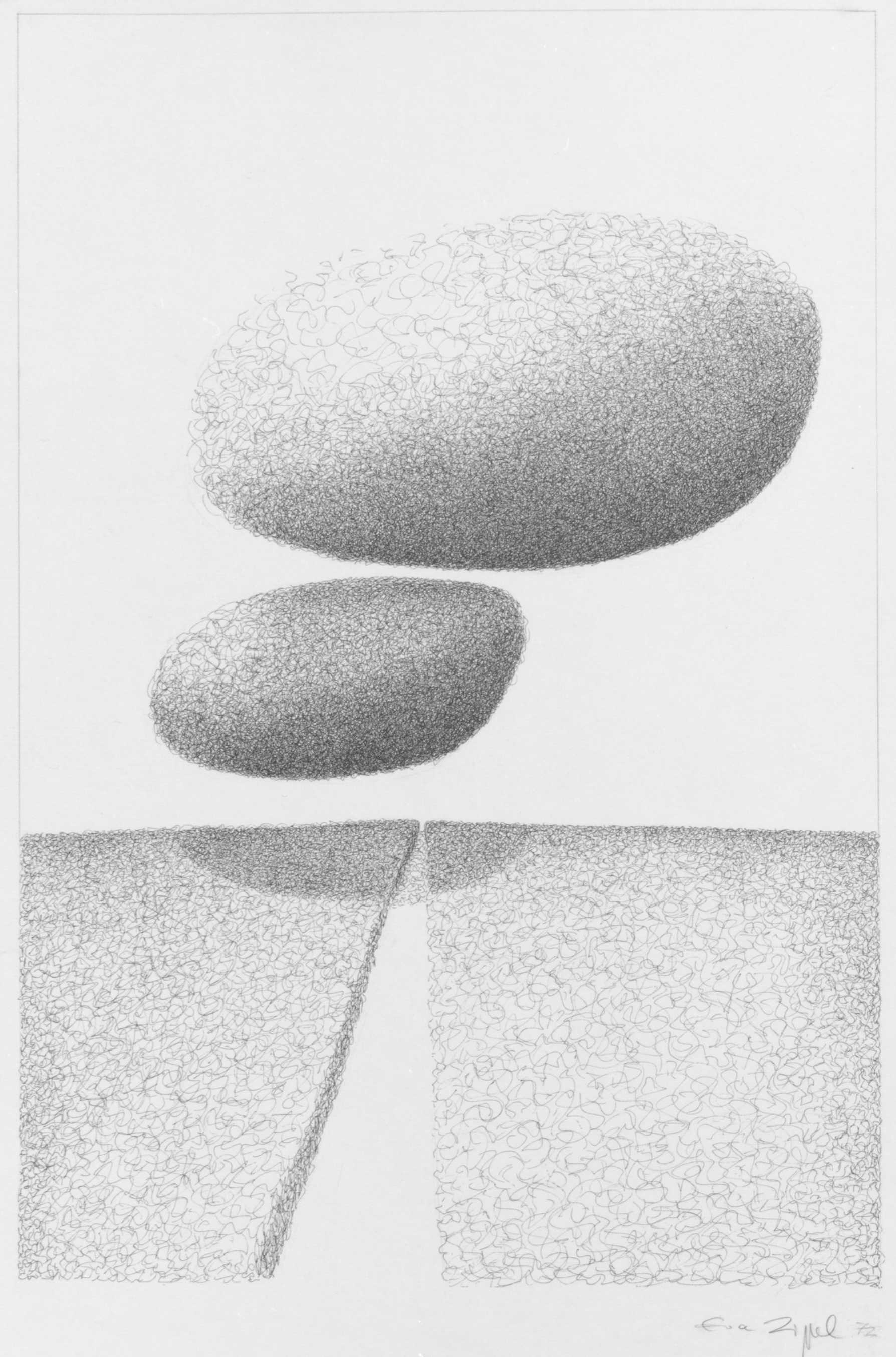
Wolken (Núvols), 1972
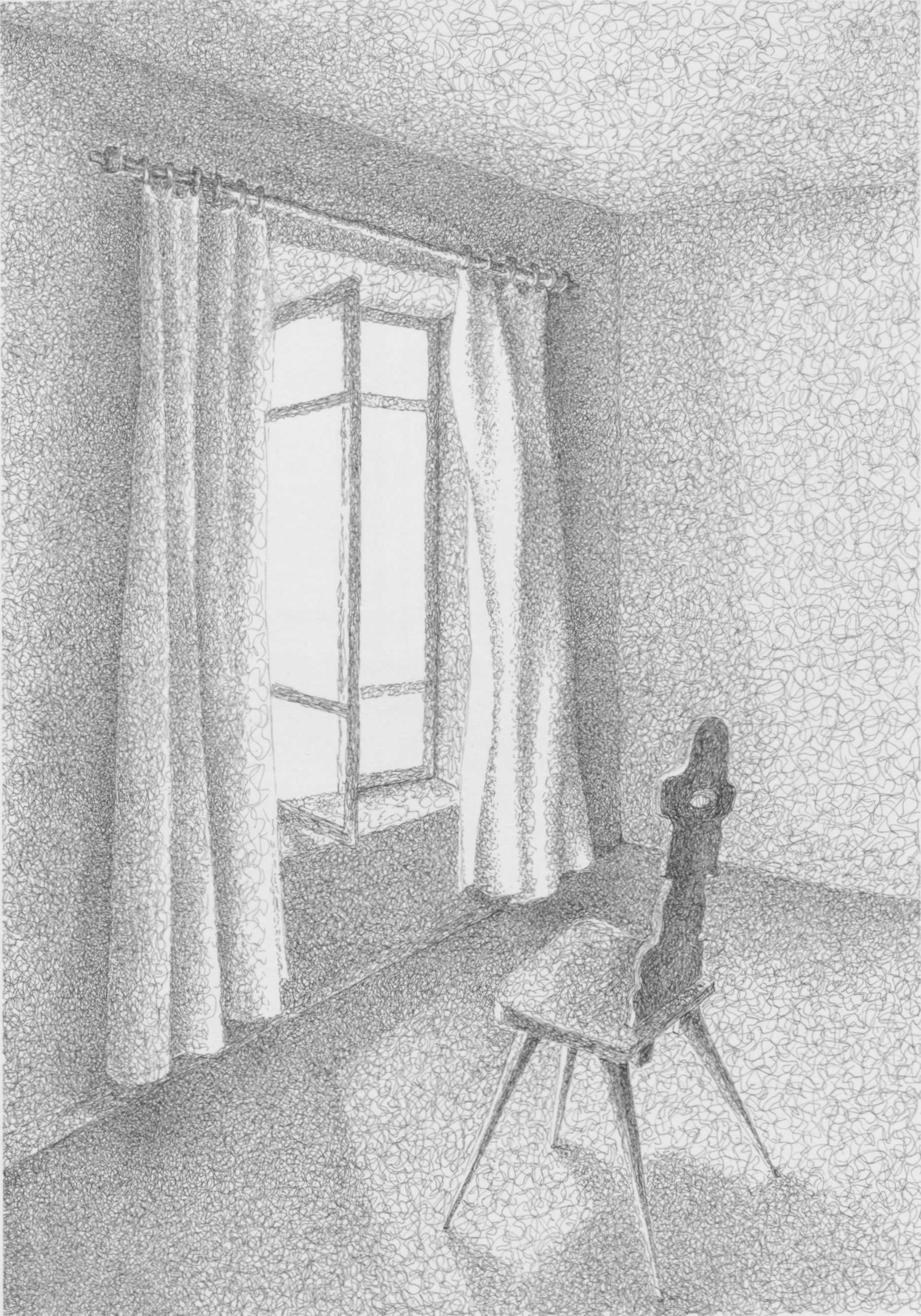
Ausblick (Vista), 1979
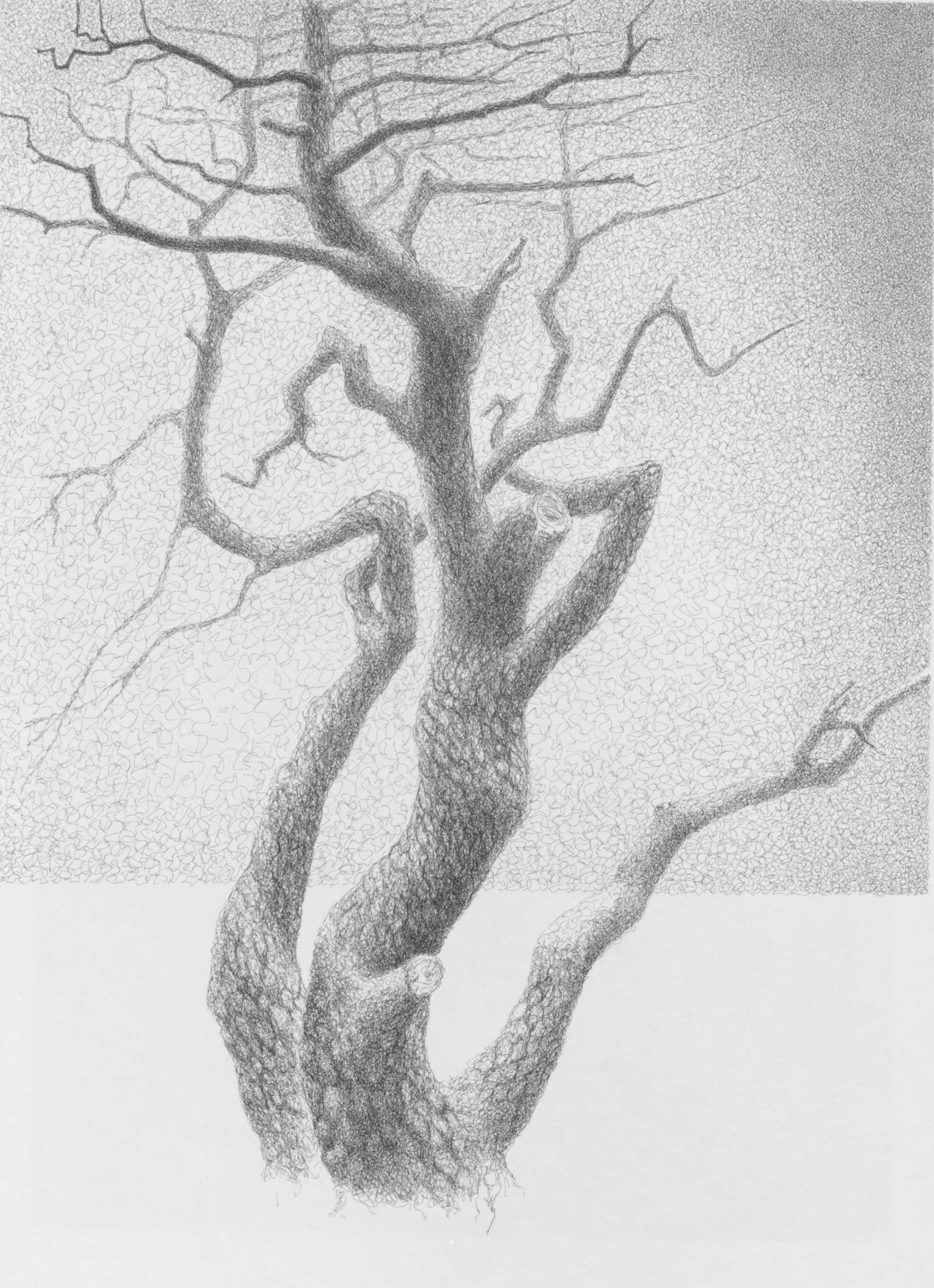
Kiefer (Pi), 1986
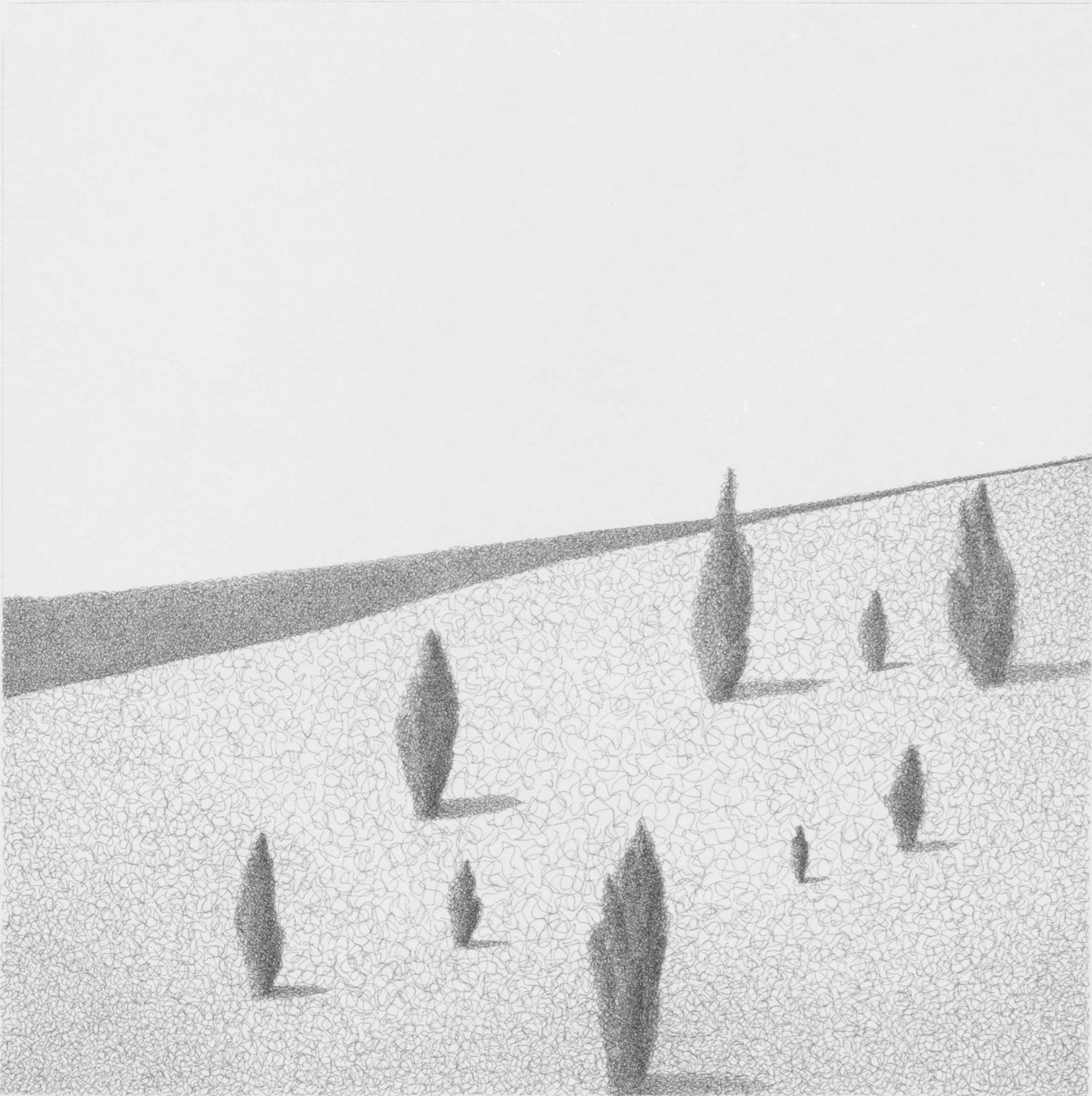
Schwäbische Alb, 1989

### Escàndol d'art Besigheim 1954
El 1953 Eva Zippel va participar en una competició per fer una figura del pont per a la barraca Neckar de Besigheim. El jurat va atorgar el primer premi a l'obra Gebändigte Kraft (Força restringida). Segons el seu judici, "[l'escultura] expressa la idea de "poder frenat" de manera original. El disseny és molt ajustat, tancat i dinàmic, de manera que es pot esperar un efecte extraordinari de l'execució.” L'administrador del districte de Ludwigsburg, Hermann Ebner, per la seva banda, que representava l'“opinió majoritària”, va pensar que l'escultura era errònia i es va oposar a la seva realització. L'escultor Alfred Lörcher va fer costat al seu jove col·lega i es va oposar a una "política d'art controlada oficialment" i va recordar la pràctica pertinent al Tercer Reich. Per tal de posar fi a la disputa, Neckar AG va comprar la parcel·la destinada a l'escultura perquè es pogués dur a terme i instal·lar sense interferències públiques.

Gairebé al mateix temps, l'antic professor de Zippel a l'Acadèmia d'Art Otto Baum va intervenir igualment en una disputa arística. També va guanyar un concurs per a una escultura de pont a Esslingen, que, en aquest cas, no es va acabar materialitzant a causa d'una polèmica pública.

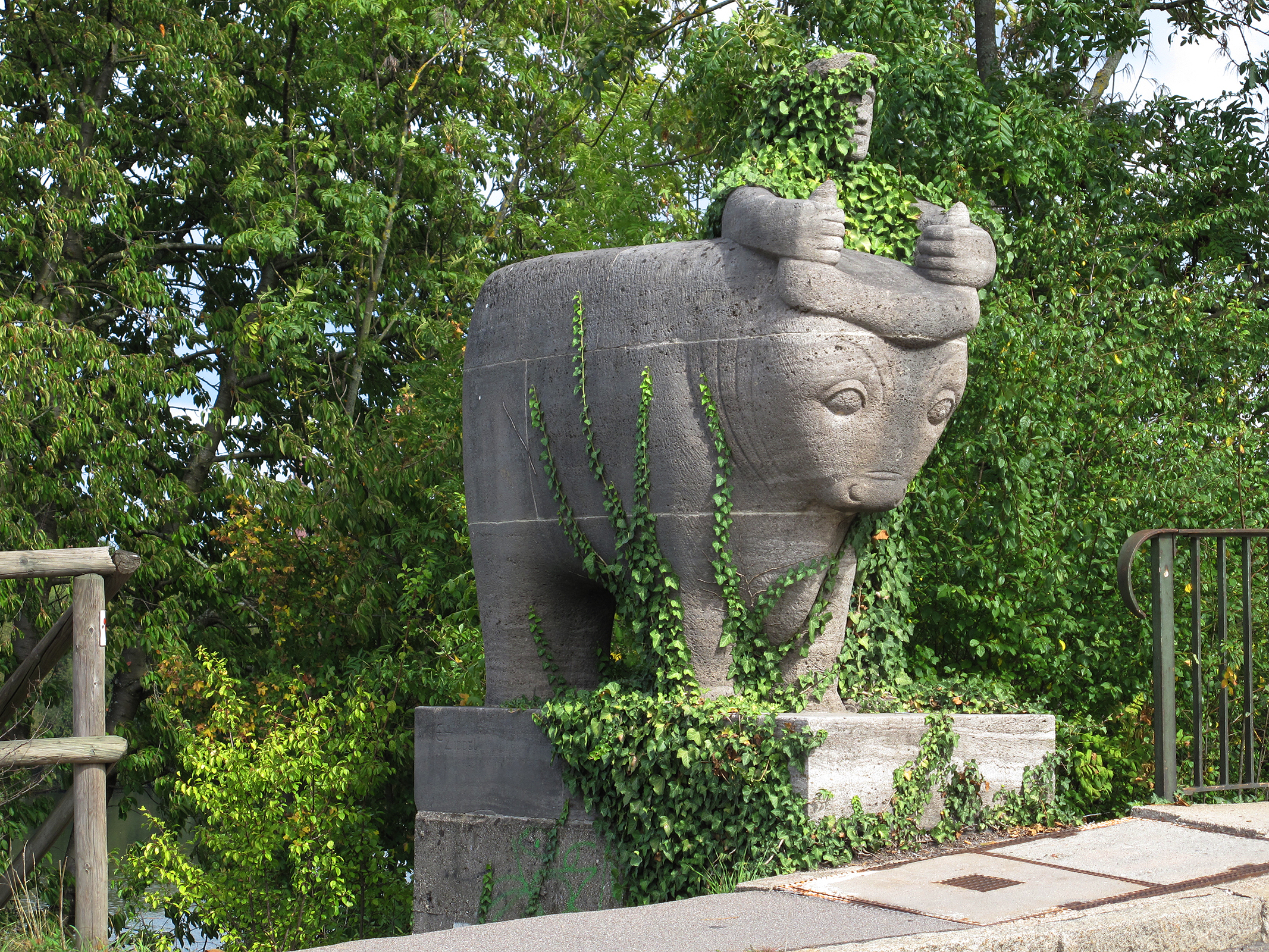
Gebändigte Kraft (Força restringida), 1954
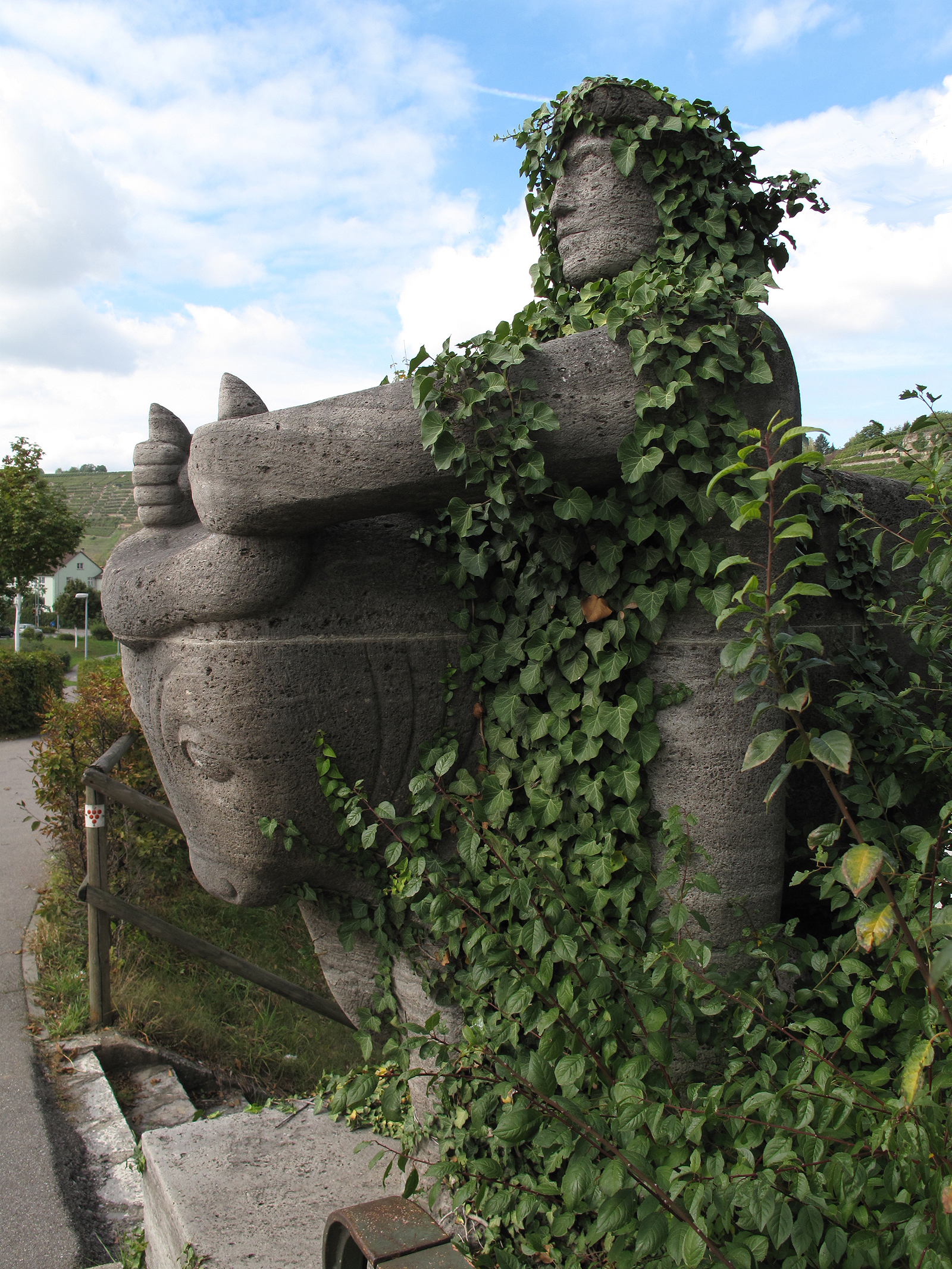

## Exposicions

### Exposicions individuals
- 1952. Spendhaus, Reutlingen.
- 1956. Kunstverein, Stuttgart.
- 1970. Eva Zippel, Reliefs, Galeria de la Ciutat, Stuttgart.
- 1971. Eva Zippel, Reliefs und Grafik / Gisela Sternstein, Malerei, Qualerie 1, Esslingen.
- 1972. Altes Haus, Heidenheim.
- 1975. Galerie Maercklin, Stuttgart.
- 1990. Eva Zippel, Bildhauerportraits und Zeichnungen aus den Jahren 1949–1989, Galeria GEDOK, Stuttgart.
- 1994. Körper und Raum. Eva Zippel, Zeichnungen / Karin Kieltsch, Malerei, Galeria Künstlertreff, Stuttgart.
- 2000. Eva Zippel, Plastische Skizzen, Wilhelmspalais, Mörike-Kabinett, Stuttgart.
- 2000. Eva Schorr, Malerei / Gabriele Panhans, Malerei / Eva Zippel, Bildhauerarbeiten, Rathaus Schönaich.
- 2002. Eva Zippel, Körperlandschaften, Galeria GEDOK Stuttgart.
- 2005. Retrospektive zum 80. Geburtstag von Eva Zippel, Arbeiten aus fünf Jahrzehnten: Skulpturen, Reliefs und Zeichnungen, Galeria GEDOK, Stuttgart.
- 2014. Eva Zippel, Tierstudien aus der Wilhelma, Galeria GEDOK, Stuttgart.

### Exposicions col·lectives
- 1957. Peintres allemands contemporains, Musée de Lyon.[12]
- 1961. Plastik der Gegenwart, Hugo-von-Montfort-Preis, Künstlerhaus, Bregenz.[13]
- 1961. Künstlerbund Baden-Württemberg, 7, Kurpfälzisches Museum, Heidelberg.[14]
- 1967. Stuttgarter Sezession, Kunstgebäude, Stuttgart.[15]
- 1987. 27 Künstlerinnen der GEDOK, Stuttgart.[5]
- 1991. Sammlung Lütze II, 80 Skulpturen und Objekte der 80er Jahre aus Süddeutschland, Estables reials del castell de Rastatt.

## Obres en col·leccions públiques
- Retrat d'Anton Stankowski, Kreissparkasse Esslingen.[4]
- Sie befühlen sich, col·lecció de la ciutat d'Esslingen.[4]
- Frankfurt am Main, Deutsche Bundesbank.
- Rastatt, col·lecció Westermann.
- Sindelfingen, col·lecció Lütze II.
- Retrat de Marcia Haydée, Casa de la Història Baden-Württemberg, Stuttgart.[4]
- Sie berühren sich, Museu d'Art d'Stuttgart.[4]
- Ministeri de Ciències, Investigacions i Arts de Baden-Württemberg, Stuttgart.
- Retrat de Heinz E. Hirscher, Consell Comarcal d'Stuttgart.[4]
- Elefanten-Relief, Schwäbische Bank, Stuttgart.
- Flugsamen, Galeria estatal d'Stuttgart.[4]
- Biblioteca d'Stuttgart.